# Exmouth (Australia)
Exmouth es una ciudad en la punta del Cabo Noroeste y en el golfo de Exmouth en Australia Occidental, 1124 kilómetros (698 mi) al norte de la capital del estado Perth y 2060 kilómetros (1280 mi) al suroeste de Darwin.
La ciudad fue establecida en 1967 para apoyar a la cercana Estación de Comunicación Naval de los Estados Unidos Harold E. Holt . Lleva el nombre del golfo de Exmouth. A fines de la década de 1970, la ciudad comenzó a albergar personal de la Fuerza Aérea de los Estados Unidos asignado al Observatorio Solar Learmonth, una instalación científica de defensa operada conjuntamente con el Servicio de Predicción Ionosférica de Australia. La ciudad es servida por el aeropuerto de Learmonth.

## Historia
En 1618, el barco Mauritius de la Compañía Holandesa de las Indias Orientales, bajo el mando de Willem Janszoon, atracó cerca del cabo Noroeste, justo cerca de lo que sería Exmouth, y descubrió un río que llamó río de Willem, que luego pasó a llamarse río Ashburton.
La ubicación se utilizó por primera vez como base militar en la Segunda Guerra Mundial. El almirante estadounidense James F. Calvert en sus memorias, Silent Running: My Years on a World War II Attack Submarine, y el vicealmirante estadounidense Charles A. Lockwood en Sink 'Em All, su narración de la guerra submarina aliada, describen su historia. Tras la retirada de Java en marzo de 1942, las fuerzas navales aliadas necesitaban una base avanzada para reabastecer a los submarinos, entonces la única forma de guerra ofensiva contra los japoneses. Tanto Darwin, en el Territorio del Norte, como Broome en Australia Occidental, estaban demasiado expuestas a los ataques aéreos, por lo que se estacionó una barcaza de reabastecimiento de combustible cerca de la desembocadura del golfo de Exmouth, donde los aliados ya mantenían un portahidroaviones.
Con el nombre en código de "Potshot", la base también se desarrolló como una base avanzada de submarinos y un campamento de descanso utilizando el buque auxiliar USS <i id="mwOw">Pelias</i>. Se construyó un aeródromo (el actual Learmonth) para proporcionar defensa de combate a la base. La Unidad Especial Z usó Potshot como base de operaciones para la Operación Jaywick, una incursión en el transporte marítimo japonés en el puerto de Singapur, en septiembre de 1943.

## Turismo

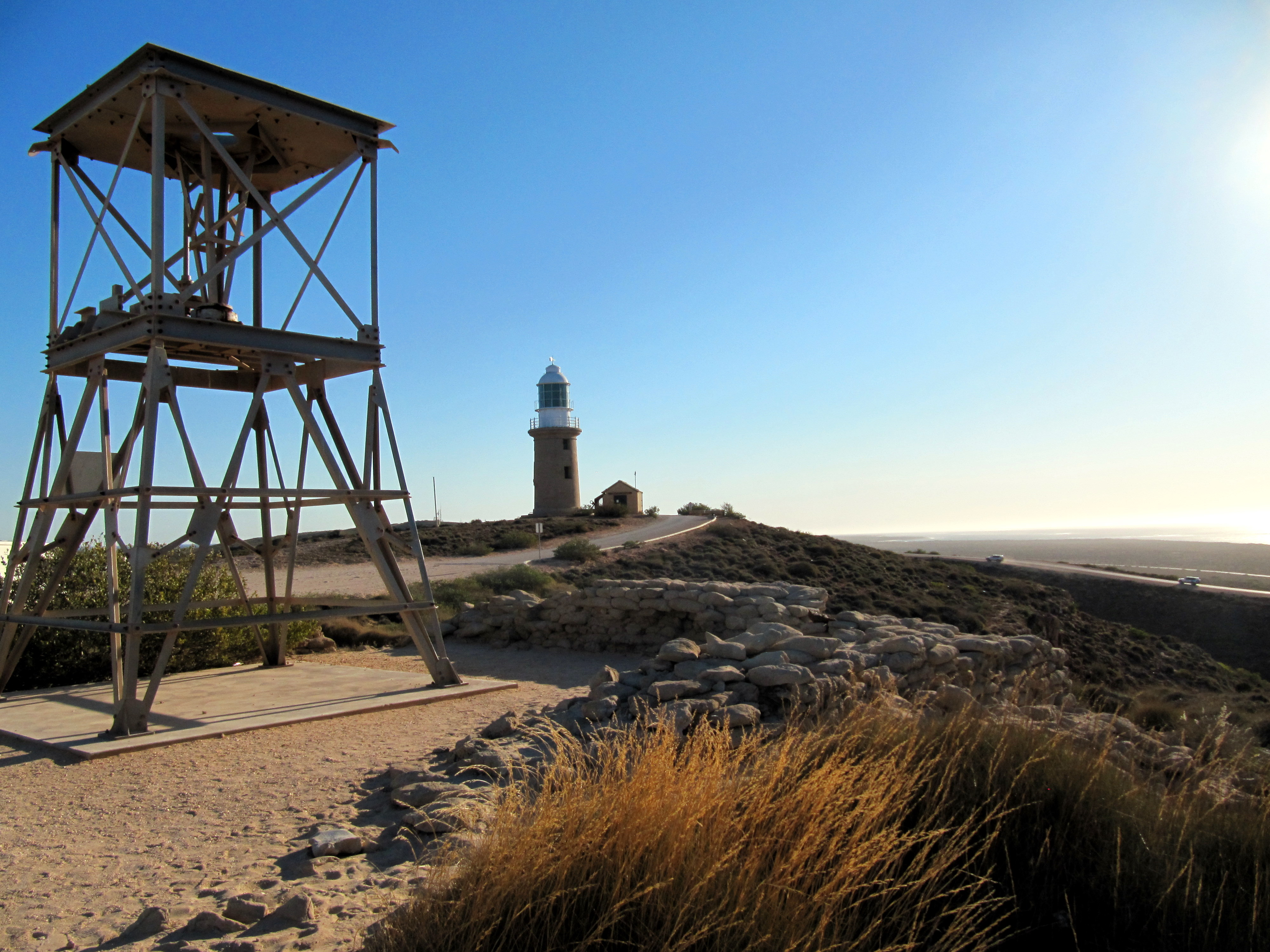
Faro principal de Vlamingh

La ciudad depende más del turismo que de la estación para 
su existencia. En el censo de 2016, Exmouth tenía una población de 2486 personas. En el apogeo de la temporada turística, la población puede aumentar a unos 6.000.
Exmouth es popular para practicar buceo y snorkel. Algunos de los lugares más famosos para bucear incluyen Turquoise Bay y Oysters Stacks.
El Parque Nacional Cabo Cordillera, que tiene varios desfiladeros, es un área de 506 km cuadrados cuya área principal se concentra en la costa oeste del Cabo, lo que proporciona una gran variedad de sitios para acampar en la franja costera del parque. Yardie Creek y Charles Knife Gorge son atracciones terrestres.
El 20 de abril de 2023, Exmouth estuvo en la trayectoria directa de un eclipse solar total (Híbrido) que fue el primer eclipse total visible en Australia desde noviembre de 2012y el siguiente el 22 de julio de 2028. Más de 20.000 personas vieron el eclipse desde Exmouth. Esto le costó al Gobierno del Estado de Australia Occidental 22 millones de dólares australianos en gastos de planificación y logística.

## Eventos meteorológicos
El 22 de marzo de 1999, el ciclón tropical Vance alcanzó la categoría 5 cuando tocó tierra cerca de Exmouth. Esto resultó en la ráfaga de viento más alta jamás registrada en el continente australiano, 267 kilómetros por hora (166 mph) en Learmonth, 35 kilómetros (22 millas) al sur. Vance causó importantes inundaciones y daños a la propiedad, pero no hubo víctimas fatales.
En abril de 2014, Exmouth se vio afectada por una inundación repentina masiva, que casi destruyó el parque de caravanas y dañó gravemente gran parte de la infraestructura de la ciudad, causando un duro golpe al turismo en la región.